# Laal
Laal (laalem yəw láàl) je jazyk, kterým mluví okolo 700 lidí ve třech vesnicích ve velmi zaostalé oblasti v jižním Čadu (region Moyen-Chari), na březích řeky Šari. Jazyk je ohrožený a hrozí mu vymření. Není známo, ke které jazykové rodině jazyk laal patří (jedná se o neklasifikovaný jazyk), pravděpodobně se jedná o izolovaný jazyk, je možné že se jedná o pozůstatek z nějaké vymřelé jazykové rodiny střední Afriky. Jazyk nemá psanou formu, kromě různých lingvistických přepisů. Jazyk je ohrožený, většina mladých lidí začíná laal nahrazovat jazykem bagirmi.

## Zařazení
Jak již bylo zmíněno, laal je nekasifikovaný jazyk, existuje ale teorie že se jedná o jazyk izolovaný (který by mohl být posledním živým jazykem z vymřelé jazykové rodiny střední Afriky). Jiné teorie řadí laal mezi afroasijské nebo nigerokonžské jazyky.
Genetický průzkum ukázal, že mluvčí jazyka laal měli euroasijské předky z oblasti Levanty, vznikla tak teorie že mluvčí jazyka laal jsou potomky neolitických zemědělců z oblasti Levanty (například z kultury Natúfien), kteří přišli do Afriky a přinesli s sebou i svůj jazyk.

## Dialekty
Jazyk laal měl 2 dialekty:
- Gorský dialekt, dialekt z vesnice Gori (laalem: lá)
- Dialekt Laabe (la:bé), kterým se mluvilo ve vesnici Damtar (laalem ɓual). Tento dialekt již vymřel, v 70. letech 20. století měl už jen okolo 2 mluvčích.

## Vlivy na jazyk
Zařazení jazyka laal komplikuje také to, že byl silně ovlivněn sousedními jazyky, ale i tak je přibližně 60 % slovní zásoby zcela unikátní a nevyskytuje se v žádné jiné jazykové rodině. Jazyk byl ovlivněn především buaskými jazyky (podskupina nigerokonžských jazyků) a některými afroasijskými jazyky (mj. také arabštinou). Mnoho slov je přejato z jazyka bagirmi, který se pravděpodobně řadí mezi nilosaharské jazyky.

## Ukázka
Příklady vět v jazyce laal:
- mùáŋ lá tií: kìrì jé? (překlad: co dělají lidé z Gori)
- mùáŋ lá tií: pál (překlad: lidi z Gori rybaří)
- ɟá ná wùsù na pè:rí ní ʔárí ʔò ná kìnì jé? (překlad: když se zbavím toho hada, co mi dáš?)